# Naama (moglie di Salomone)

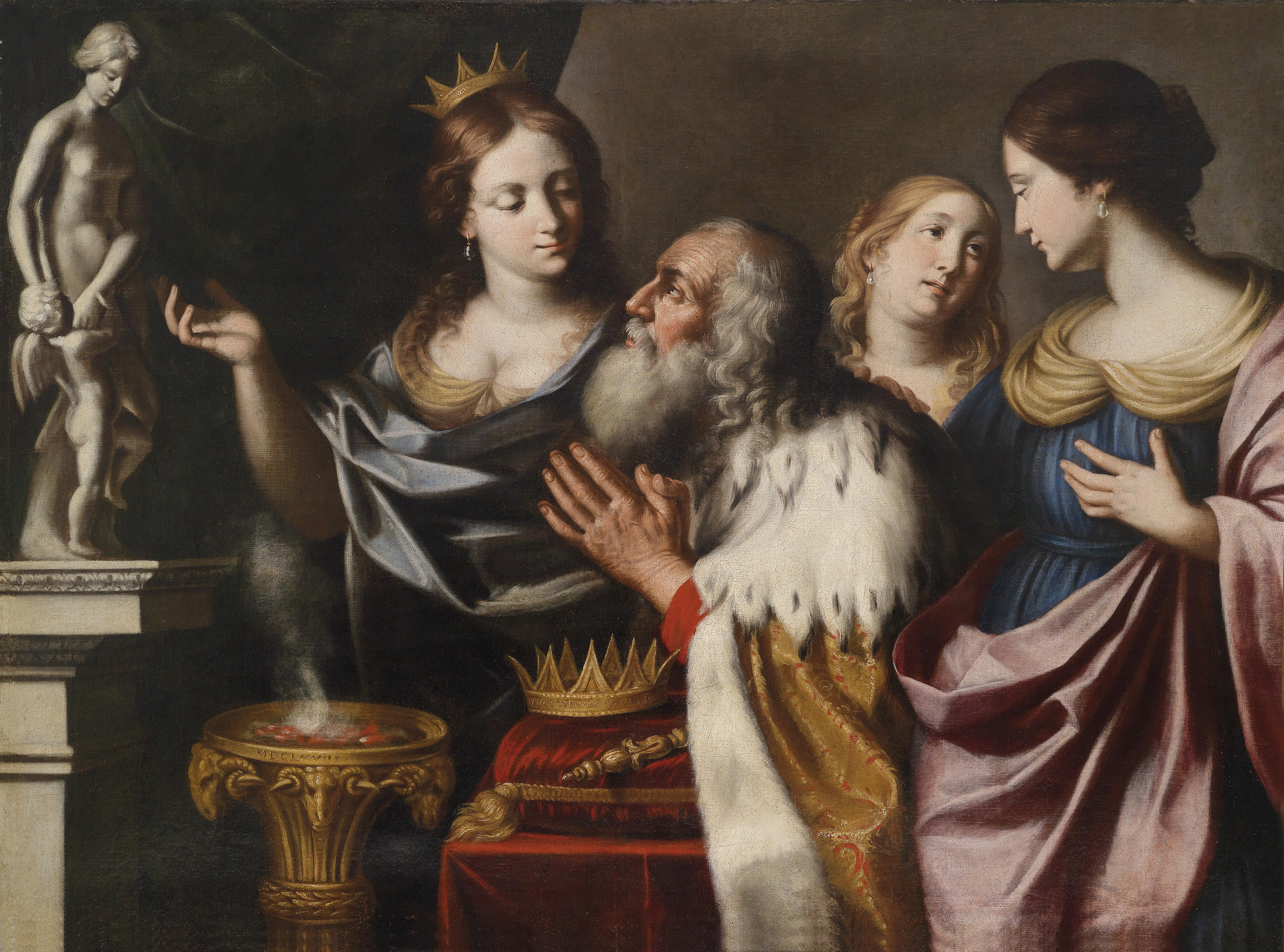
Re Salomone indotto all'idolatria dalle sue mogli in tarda età (dipinto di Giovanni Battista Venanzi, 1668).

Naama (in ebraico נַעֲמָה‎?; romanizzato: Na'amah; lett. "piacevole") fu una delle settecento mogli e concubine del re Salomone, citate in 1 Re 11:1-5.
Secondo 1 Re 14:21-31 e 2 Cronache 12:13, Naama diede alla luce Roboamo, erede del re Salomone. Di stirpe ammonita, fu l'unica straniera fra le matriarche della Samaria e del Regno di Giuda, nonché l'unica delle mogli di Salomone ad essere menzionata nella Bibbia ebraica, privilegio riservato in genere alle madri e in particolare alle genitrici dei primogeniti eredi al trono.

## Nella letteratura
La moglie di Salomone è menzionata anche nel Bava Kamma 38b come la protagonista di un monito divino a Mosè, che ricevette ordine di non muovere guerra agli Ammoniti, adoratore del dio pagano Molech, poiché il loro popolo avrebbe dato i natali a Naama.
Secondo il romanzo Divrei Y'mai Naamah (in ebraico דברי ימי נעמה‎?) di Aryeh Lev Stollman pubblicato da Aryeh Nir/Modan a Tel Aviv, Naama fu una principessa di Ammon, nell'odierna Giordania, che all'età di quattordici anni fu accolta a Gerusalemme per diventare la sposa del re Salomone e iniziatrice della sua progenie, in traduzione ebraica con il titolo.